# رزين (عزبة)
عزبة رزين قرية تابعة لمركز السادات في محافظة المنوفية في جمهورية مصر العربية.